# ماتئو کورتزی
ماتئو کورتزی (انگلیسی: Matteo Cortesi؛ زادهٔ ۲۱ اکتبر ۱۹۹۷) بازیکن فوتبال است.
از باشگاه‌هایی که در آن بازی کرده‌است می‌توان به باشگاه فوتبال کومو و باشگاه فوتبال برشا اشاره کرد.